# Olympische Sommerspiele 2008/Schwimmen – 200 m Rücken (Männer)
Der Wettbewerb über 200 Meter Rücken der Männer bei den Olympischen Spielen 2008 in Peking wurde vom 13. bis 15. August 2008 im Nationalen Schwimmzentrum Peking ausgetragen. 40 Athleten nahmen daran teil.
Es fanden sechs Vorläufe statt. Die 16 schnellsten Schwimmer aller Vorläufe qualifizierten sich für die zwei Halbfinals, die am nächsten Tag ausgetragen wurden. Für das Finale qualifizierten sich die acht zeitschnellsten Schwimmer beider Halbfinals.

## Rekorde
Vor Beginn der Olympischen Spiele waren folgende Rekorde gültig.
| Weltrekord         | Ryan Lochte ( Vereinigte Staaten)   | 1:54,32 min | Melbourne, Australien     | 30. März 2007   |
| Weltrekord         | Aaron Peirsol ( Vereinigte Staaten) | 1:54,32 min | Omaha, Vereinigte Staaten | 4. Juli 2008    |
| Olympischer Rekord | Aaron Peirsol ( Vereinigte Staaten) | 1:54,95 min | Athen, Griechenland       | 19. August 2004 |

Während der Olympischen Spiele wurde folgender Rekord gebrochen:
| Weltrekord         | Ryan Lochte | 1:53,94 min | Peking, Volksrepublik China | 15. August 2008 |
| Olympischer Rekord | Ryan Lochte | 1:53,94 min | Peking, Volksrepublik China | 15. August 2008 |

## Titelträger
| Olympiasieger | Aaron Peirsol ( Vereinigte Staaten) | 1:54,95 min | Athen 2004     |
| Weltmeister   | Ryan Lochte ( Vereinigte Staaten)   | 1:54,32 min | Melbourne 2007 |
| Europameister | Markus Rogan ( Österreich)          | 1:55,85 min | Eindhoven 2008 |

## Vorlauf

### Vorlauf 1
| Platz | Name          | Nation         | Zeit        | Anmerkung |
| ----- | ------------- | -------------- | ----------- | --------- |
| 1     | Brett Fraser  | Cayman Islands | 2:01,17 min |           |
| 2     | Oleg Rabota   | Kasachstan     | 2:01,95 min |           |
| 3     | Sergej Pankow | Usbekistan     | 2:03,51 min |           |

### Vorlauf 2
| Platz | Name              | Nation     | Zeit        | Anmerkung |
| ----- | ----------------- | ---------- | ----------- | --------- |
| 1     | Itai Chammah      | Israel     | 2:00,93 min |           |
| 2     | Pedro Medel       | Kuba       | 2:01,32 min |           |
| 3     | Květoslav Svoboda | Tschechien | 2:03,12 min |           |
| 4     | Deng Jian         | China      | 2:03,34 min |           |
| 5     | Oleksandr Issakow | Ukraine    | 2:03,59 min |           |
| 6     | Andres Olvik      | Estland    | 2:03,66 min |           |
| 7     | Simon Sjödin      | Schweden   | DNS         |           |

### Vorlauf 3
| Platz | Name                | Nation       | Zeit        | Anmerkung |
| ----- | ------------------- | ------------ | ----------- | --------- |
| 1     | George du Rand      | Südafrika    | 1:58,62 min |           |
| 2     | Tobias Oriwol       | Kanada       | 1:58,94 min |           |
| 3     | Omar Pinzón         | Kolumbien    | 1:59,11 min |           |
| 4     | Derya Büyükuncu     | Türkei       | 1:59,86 min |           |
| 5     | Kim Ji-hyeon        | Südkorea     | 2:00,72 min |           |
| 6     | Pedro Oliveira      | Portugal     | 2:01,08 min |           |
| 7     | Jonathan Massacand  | Schweiz      | 2:01,80 min |           |
| 8     | Dimitrios Chasiotis | Griechenland | 2:02,30 min |           |

### Vorlauf 4
| Platz | Name             | Nation     | Zeit        | Anmerkung |
| ----- | ---------------- | ---------- | ----------- | --------- |
| 1     | Markus Rogan     | Österreich | 1:56,64 min |           |
| 2     | Hayden Stoeckel  | Australien | 1:57,15 min |           |
| 3     | Răzvan Florea    | Rumänien   | 1:57,97 min |           |
| 4     | Damiano Lestingi | Italien    | 1:58,53 min |           |
| 5     | Sebastian Stoss  | Österreich | 1:59,44 min |           |
| 6     | Takashi Nakano   | Japan      | 1:59,59 min |           |
| 7     | Gábor Balog      | Ungarn     | 2:01,42 min |           |
| 8     | Simon Dufour     | Frankreich | 2:02,00 min |           |

### Vorlauf 5
| Platz | Name                | Nation             | Zeit        | Anmerkung |
| ----- | ------------------- | ------------------ | ----------- | --------- |
| 1     | Aaron Peirsol       | Vereinigte Staaten | 1:56,35 min |           |
| 2     | Arkadi Wjattschanin | Russland           | 1:56,97 min |           |
| 3     | Ryōsuke Irie        | Japan              | 1:57,68 min |           |
| 4     | Helge Meeuw         | Deutschland        | 1:58,42 min |           |
| 5     | Pierre Roger        | Frankreich         | 1:59,01 min |           |
| 6     | Lucas Salatta       | Brasilien          | 1:59,91 min |           |
| 7     | Nick Driebergen     | Niederlande        | 2:00,24 min |           |
| 8     | Mattia Aversa       | Italien            | 2:00,25 min |           |

### Vorlauf 6
| Platz | Name              | Nation             | Zeit        | Anmerkung |
| ----- | ----------------- | ------------------ | ----------- | --------- |
| 1     | Ryan Lochte       | Vereinigte Staaten | 1:56,29 min |           |
| 2     | Gregor Tait       | Großbritannien     | 1:57,03 min |           |
| 3     | Gordan Kožulj     | Kroatien           | 1:57,81 min |           |
| 4     | Ashley Delaney    | Australien         | 1:57,87 min |           |
| 5     | Stanislaw Donez   | Russland           | 1:58,68 min |           |
| 6     | Keith Beavers     | Kanada             | 1:58,84 min |           |
| 7     | Roland Rudolf     | Ungarn             | 1:59,44 min |           |
| 8     | Aschwin Wildeboer | Spanien            | DNS         |           |

## Halbfinale

### Lauf 1
| Platz | Name                | Nation             | Zeit        | Anmerkung |
| ----- | ------------------- | ------------------ | ----------- | --------- |
| 1     | Aaron Peirsol       | Vereinigte Staaten | 1:55,26 min |           |
| 2     | Răzvan Florea       | Rumänien           | 1:56,45 min |           |
| 3     | Hayden Stoeckel     | Australien         | 1:56,73 min |           |
| 4     | Arkadi Wjattschanin | Russland           | 1:56,85 min |           |
| 5     | Damiano Lestingi    | Italien            | 1:58,25 min |           |
| 6     | Gordan Kožulj       | Kroatien           | 1:59,22 min |           |
| 7     | Tobias Oriwol       | Kanada             | 1:59,50 min |           |
| 8     | Stanislaw Donez     | Russland           | 1:59,87 min |           |

### Lauf 2
| Platz | Name           | Nation             | Zeit        | Anmerkung |
| ----- | -------------- | ------------------ | ----------- | --------- |
| 1     | Ryan Lochte    | Vereinigte Staaten | 1:55,40 min |           |
| 2     | Markus Rogan   | Österreich         | 1:56,34 min |           |
| 3     | Ryōsuke Irie   | Japan              | 1:56,35 min |           |
| 4     | Gregor Tait    | Großbritannien     | 1:56,72 min |           |
| 5     | Helge Meeuw    | Deutschland        | 1:56,85 min |           |
| 6     | Ashley Delaney | Australien         | 1:57,73 min |           |
| 7     | Keith Beavers  | Kanada             | 1:58,50 min |           |
| 8     | George du Rand | Südafrika          | 1:58,61 min |           |

### Swim-Off
| Platz | Name                | Nation      | Zeit        | Anmerkung |
| ----- | ------------------- | ----------- | ----------- | --------- |
| 1     | Arkadi Wjattschanin | Russland    | 1:57,75 min |           |
| 2     | Helge Meeuw         | Deutschland | 2:00,97 min |           |

## Finale
| Platz | Name                | Nation             | Zeit        | Anmerkung |
| ----- | ------------------- | ------------------ | ----------- | --------- |
| 1     | Ryan Lochte         | Vereinigte Staaten | 1:53,94 min | WR OR     |
| 2     | Aaron Peirsol       | Vereinigte Staaten | 1:54,33 min |           |
| 3     | Arkadi Wjattschanin | Russland           | 1:54,93 min |           |
| 4     | Markus Rogan        | Österreich         | 1:55,49 min |           |
| 5     | Ryōsuke Irie        | Japan              | 1:55,72 min |           |
| 6     | Hayden Stoeckel     | Australien         | 1:56,39 min |           |
| 7     | Răzvan Florea       | Rumänien           | 1:56,52 min |           |
| 8     | Gregor Tait         | Großbritannien     | 1:57,00 min |           |